# Непи
Нѐпи (на италиански: Nepi) е град и община в Централна Италия, провинция Витербо, регион Лацио. Разположен е на 227 m надморска височина. Населението на общината е 9803 души (към 2010 г.).